# Eleições regionais em Basilicata em 1975
As eleições regionais em Basilicata em 1975 aconteceram em 15 de junho de 1975. A Democracia Cristã foi de longe o partido mais votado, muito à frente do Partido Comunista Italiano, que veio em segundo. Depois da votação, Vincenzo Verrasto foi re-eleito como presidente da região.

## Resultados
| Partido                                    | Número de votos | Porcentual de votos | Cadeiras conquistadas |
| ------------------------------------------ | --------------- | ------------------- | --------------------- |
| Democracia Cristã                          | 144.420         | 41,85%              | 13                    |
| Partido Comunista Italiano                 | 93.659          | 27,14%              | 9                     |
| Partido Socialista Italiano                | 45.665          | 13,23%              | 4                     |
| Partido Socialista Democrático Italiano    | 23.732          | 6,88%               | 2                     |
| Movimento Social Italiano-Direita Nacional | 22.132          | 6,41%               | 2                     |
| Partido Liberal Italiano                   | 7.087           | 2,05%               | 0                     |
| Partido Republicano Italiano               | 5.506           | 1,6%                | 0                     |
| União Popular                              | 2.927           | 0,85%               | 0                     |
| Total                                      | 345.128         | 100%                | 30                    |

| Eleitorado      | 421.250          |
| Votantes        | 368.209 (87,57%) |
| Votos brancos   | 10.483 (2,84%)   |
| Votos inválidos | 12.598 (3,42%)   |
| Votos válidos   | 345.128 (93,73%) |